# Anthony Kerr
Anthony Kerr (* 16. Oktober 1965 in Belfast) ist ein britischer Jazz-Vibraphonist (Vibraphon, Marimba) und Komponist.

## Werdegang
Kerr studierte 1981 bis 1984 Schlagzeug an der City of Belfast School of Music und spielte 1985 bis 1988 als Perkussionist beim RTÉ National Symphony Orchestra of Ireland. In dieser Zeit setzte er sein Studium auch in New York City Vibraphon bei David Friedman und Improvisation  und Komposition bei Kenny Werner und gewann 1987 ein Stipendium an der New School of Jazz and Contemporary Music fort. Er spielte als Freelancer mit Jazzmusikern wie dem Gitarristen Louis Stewart, dem Pianisten John Taylor, Mike Westbrook (mit dessen Bigband er viel in Europa tourte), dem Altsaxophonisten Peter King, Norma Winstone, Tim Garland, Alan Skidmore, mit Georgie Fame, dem Tentett von Charlie Watts, dem Oktett von Alan Barnes und dem London Jazz Orchestra.
Kerr lehrt an der City of Belfast School of Music und der Harrow School und lehrt Improvisation an britischen Universitäten, der Guildhall School of Music and Drama und der Royal Academy of Music und auf Workshops in London, Belfast und Southampton. Außerdem unterrichtet er Perkussion im Irish Youth Jazz Orchestra. Er spielt in der BBC Big Band und leitet ein eigenes Quartett und die The Mallet Band.
1994 nahm Kerr mit der Sängerin Jacqui Dankworth ein Album mit eigenen Kompositionen auf (First Cry, EFZ). Mit seinem Quartett  veröffentlichte er Now hear this (Jazz House, 1997), mit seinem Sextett Heading Home (2012).

## Lexikalische Einträge
- Ian Carr, Digby Fairweather, Brian Priestley: Rough Guide Jazz. Der ultimative Führer zur Jazzmusik. 1700 Künstler und Bands von den Anfängen bis heute. Metzler, Stuttgart/Weimar 1999, ISBN 3-476-01584-X.
- John Chilton Who´s Who of British Jazz, Continuum 2004 (2. Auflage)